# Городской парк в Понтуазе
«Городской парк в Понтуазе» — картина французского художника-импрессиониста Камиля Писсарро из собрания Государственного Эрмитажа.
На картине изображена освещённая ярким солнечным светом грунтовая площадка, вокруг которой поднимаются заросшие деревьями склоны. В левой части картины два ряда небольших кустов, возле которых изображена девочка и на отдалении собака; в правой части под деревом сидит группа отдыхающих мужчин и женщин, возле них девочка играет с обручем. На дальнем плане под деревьями несколько групп прогуливающихся людей. Слева внизу подпись художника и дата: C. Pissarro - 73. С тыльной стороны картины на бруске подрамника авторская надпись: Le Jardin de la ville, Pontoise.
Картина изображает парк в Понтуазе — городке в 30 км на северо-запад от Парижа (ныне его пригород). В этом городке Писсарро жил в 1866—1869 и 1873—1884 годах и значительная часть его творчества связана с этими местами. А. Г. Костеневич отмечает, что «именно в Понтуазе исполнена большая часть его картин импрессионистического периода». Городской публичный сад находится в самом центре города возле церкви Сен-Маклу, на картине показана одна из двух круглых парковых лужаек. Как следует из авторской подписи картина написана в 1873 году. По мнению А. Г. Костеневича сюжет картины «восходит к эпохе рококо», когда изображение высшего общества на прогулке в парке получило большое распространение. В XIX веке изображение аристократии было постепенно вытеснено изображением «приличной» буржуазной публики.
Писсарро продемонстрировал несколько разных способов времяпровождения в парке: в центре вдали мужчина прогуливается с двумя дамами, рядом начинает подъём вверх по склону мужчина в голубом костюме, ниже и левее его стоит девочка с куклой, к ней трусцой бежит собака. Правее стоят и беседуют двое мужчин, чуть дальше их видна прогуливающаяся парочка с раскрытым зонтиком от солнца. Слева на переднем плане в лёгких креслах отдыхают несколько мужчин и женщин, возле них девочка играет с обручем. А. Г. Костеневич предположил что прототипом девочки с куклой могла быть дочь Писсарро Жанна-Рашель, она родилась в 1865 году и умерла в 1874 году. Её портрет в очень похожих платье и шляпке Писсарро исполнил в 1872 году (холст, масло; 73 × 60 см; картина начиная с 1999 года неоднократно выставлялась на публичные торги, последний раз это произошло 26 февраля 2019 года.
Кажущуюся перегруженность правой части картины уравновешивает диагональная тень от дерева идущая от левого нижнего угла к центру картины. О. Рейтерсверд говорит, что когда картина была представлена публике подобный художественный приём — акцентированная тень от невидимого дерева, — смутил многих зрителей.
Картина предположительно была написана не с натуры, а в мастерской по несохранившимся наброскам. А. Г. Костеневич утверждает, что «компоновка картины, соединение персонажей в хорошо срежиссированные мизансцены указывают на непленэрный характер живописи». Он же фиксирует что вдоль кромок картины имеются старые проколы от гвоздей, соответственно холст на подрамник был натянут уже после окончания работы, что возможно только в мастерской.
В 1874 году картина была представлена публике на Первой выставке импрессионистов, а затем долгое время оставалась в мастерской Писсарро. 23 июня 1900 года она была выставлена на торги в парижском аукционном доме «Друо», где её выкупил Поль Дюран-Рюэль. С 23 сентября 1916 года она значилась в собственности парижского арт-дилера Поля Розенберга, далее находилась в коллекции некоего Казаленца, от которого перешла в собрание немецкого предпринимателя и коллекционера Отто Кребса из Веймара. После смерти Кребса весной 1941 года от рака картина хранилась в хольцдорфском поместье Кребса под Веймаром, во время Второй мировой войны коллекция Кребса была спрятана в специально-оборудованном сейфе-тайнике, построенном под одной из хозяйственных построек поместья. В 1945 году Хольцдорф был занят советскими войсками, в поместье Кребса расположилось управление Советской военной администрации в Германии. Коллекция, включая «Городской парк в Понтуазе», была обнаружена и описана на месте советскими трофейными командами, занимающимися сбором произведений искусства и вывозом их в СССР, после чего отправлена в Государственный Эрмитаж, где долгое время хранилась в запасниках и не была известна широкой публике и даже большинству исследователей; мало того, на Западе считалось, что коллекция Кребса погибла во время Второй мировой войны.
Впервые после долгого перерыва картина была показана публике лишь в 1995 году на эрмитажной выставке трофейного искусства; с 2001 года числится в постоянной экспозиции Эрмитажа и с конца 2014 года выставляется в Галерее памяти Сергея Щукина и братьев Морозовых в здании Главного Штаба (зал 411).
В собрании Метрополитен-музея в Нью-Йорке имеется одноимённая картина Писарро, исполненная годом позже эрмитажного холста (холст, масло; 60 × 73 см; инвентарный № 64.156). На ней изображён вид с верхней террасы парка, именно туда начинает подъём мужчина в голубом костюме на эрмитажной картине.
Главный научный сотрудник Отдела западноевропейского изобразительного искусства Государственного Эрмитажа А. Г. Костеневич в своём очерке истории искусства Франции, характеризуя картину, писал: «Это не просто пейзаж, а полужанровая композиция. <…> Картину отличают не только колористические достоинства, но и редкий для импрессиониста интерес к персонажам. Трудно найти другой холст, где он вглядывался бы в них столь же внимательно».

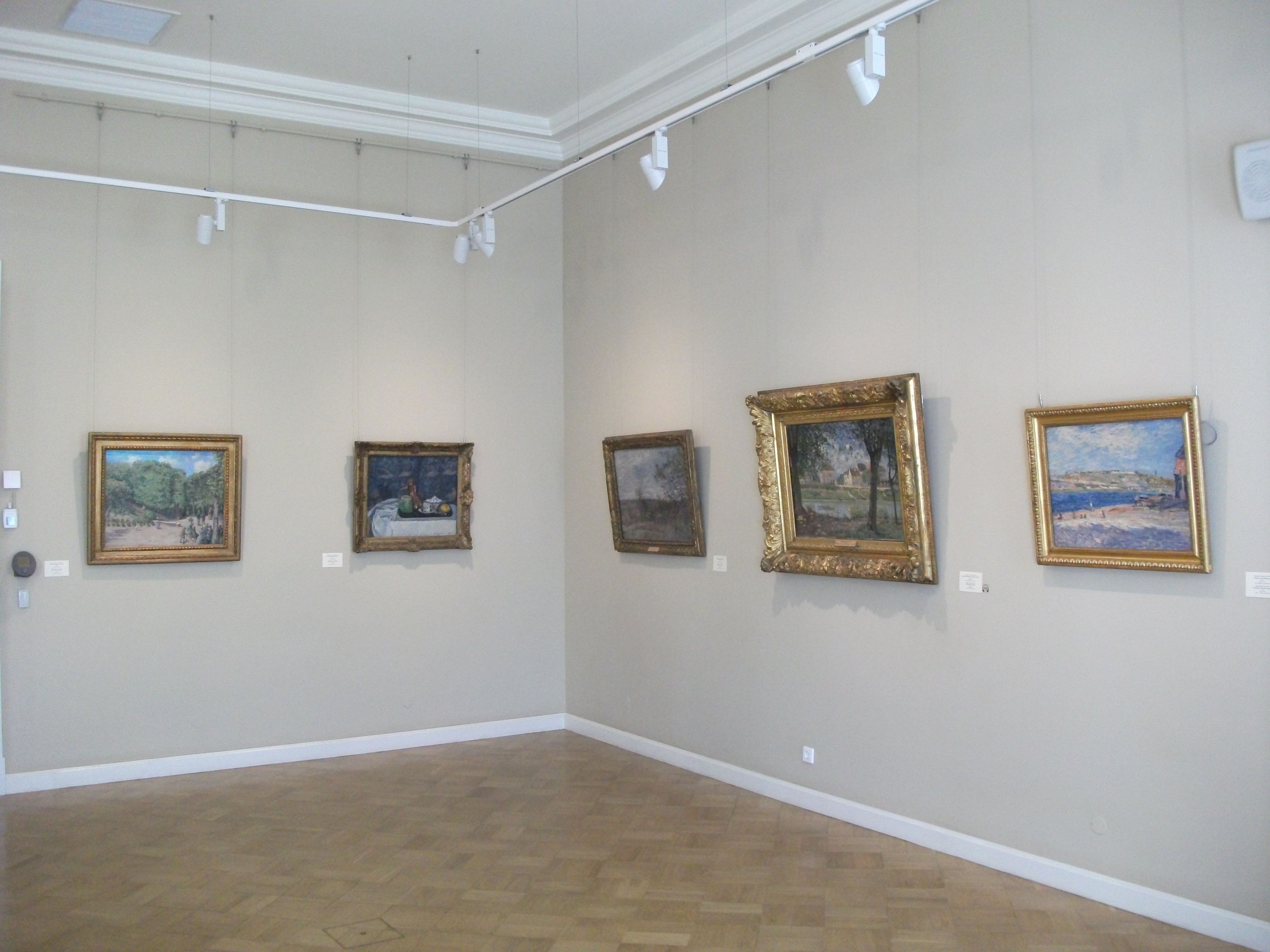
«Городской парк в Понтуазе» в зале 406 здания Главного штаба (первая слева)
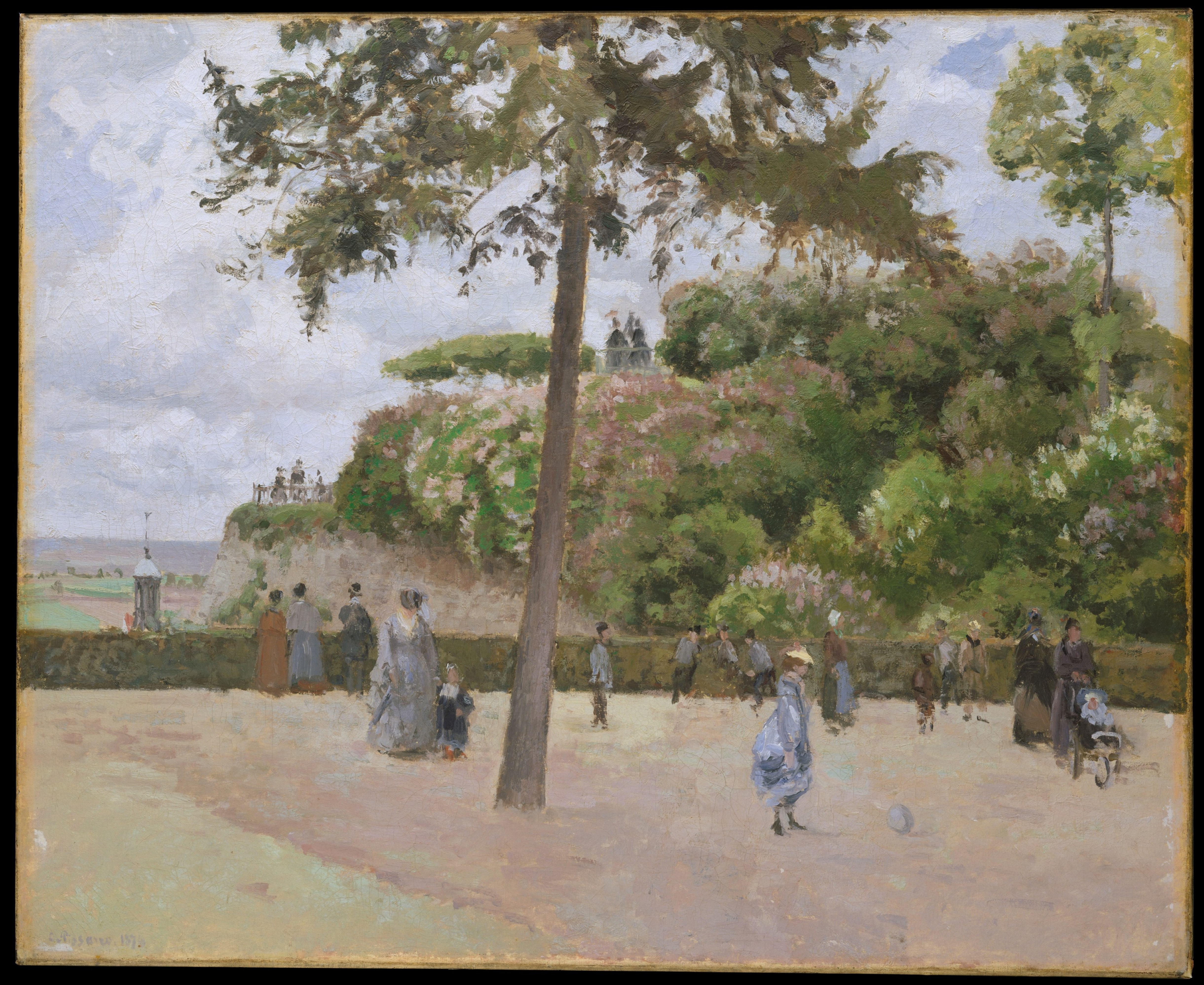
«Городской парк в Понтуазе» из собрания Метрополитен-музея
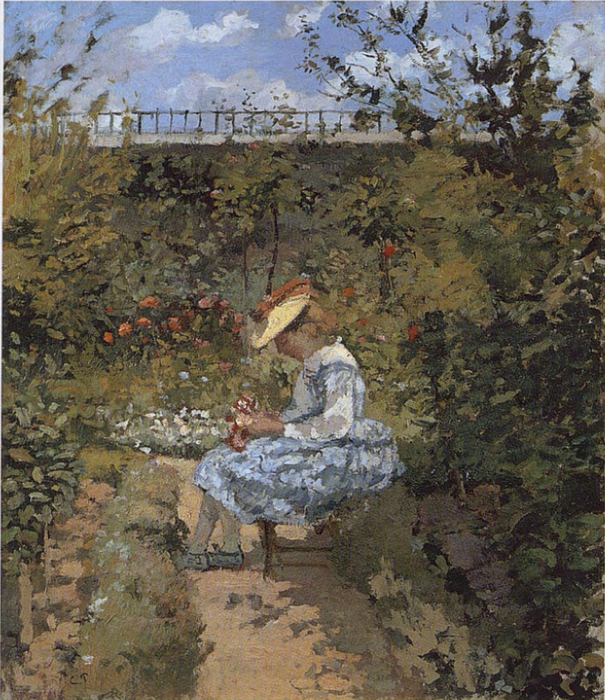
«Жанна в саду, Понтуаз» (1872 год) из частной коллекции